# Jezdecká socha Marka Aurelia
Jezdecká socha římského císaře Marka Aurelia je jediná starořímská jezdecká socha, která se zachovala do moderní doby. Původně byla vytvořena z bronzu kolem roku 175 n. l., je vysoká 3,5 metru. Socha je součástí Kapitolského muzea a stojí v budově Palazzo dei conservatori. Její replika vytvořená v roce 1981 stojí na římském pahorku Kapitol. Původní umístění této sochy v Římě není jasné, buď se nacházela na náměstí Colonna (u dnešního sloupu Marka Aurelia) nebo v areálu Forum Romanum.
Socha je od roku 2002 znázorněna na italské eurominci s hodnotou 50 centů.

## Popis
Celá socha je v nadživotní velikosti, což mělo symbolizovat moc a významnost císaře. Císař má nataženou ruku v tradičním římském císařském gestu, zvaném adlocutio. Tím vládci zdravili vlastní armádu, tedy legionáře. Aurelius není zobrazen se zbraněmi, což může znamenat, že nebyla snaha ho znázornit jako „válečného vítěze" ale spíše „šiřitele míru".